# 漢意
漢意（からごころ）は、本居宣長が提唱した国学における思想概念・批評用語の一つで、大和魂の対義語として定義される。同義語として「漢籍意」や「漢国意」などもある。「唐心（からごころ）」の意でもある。

## 概要

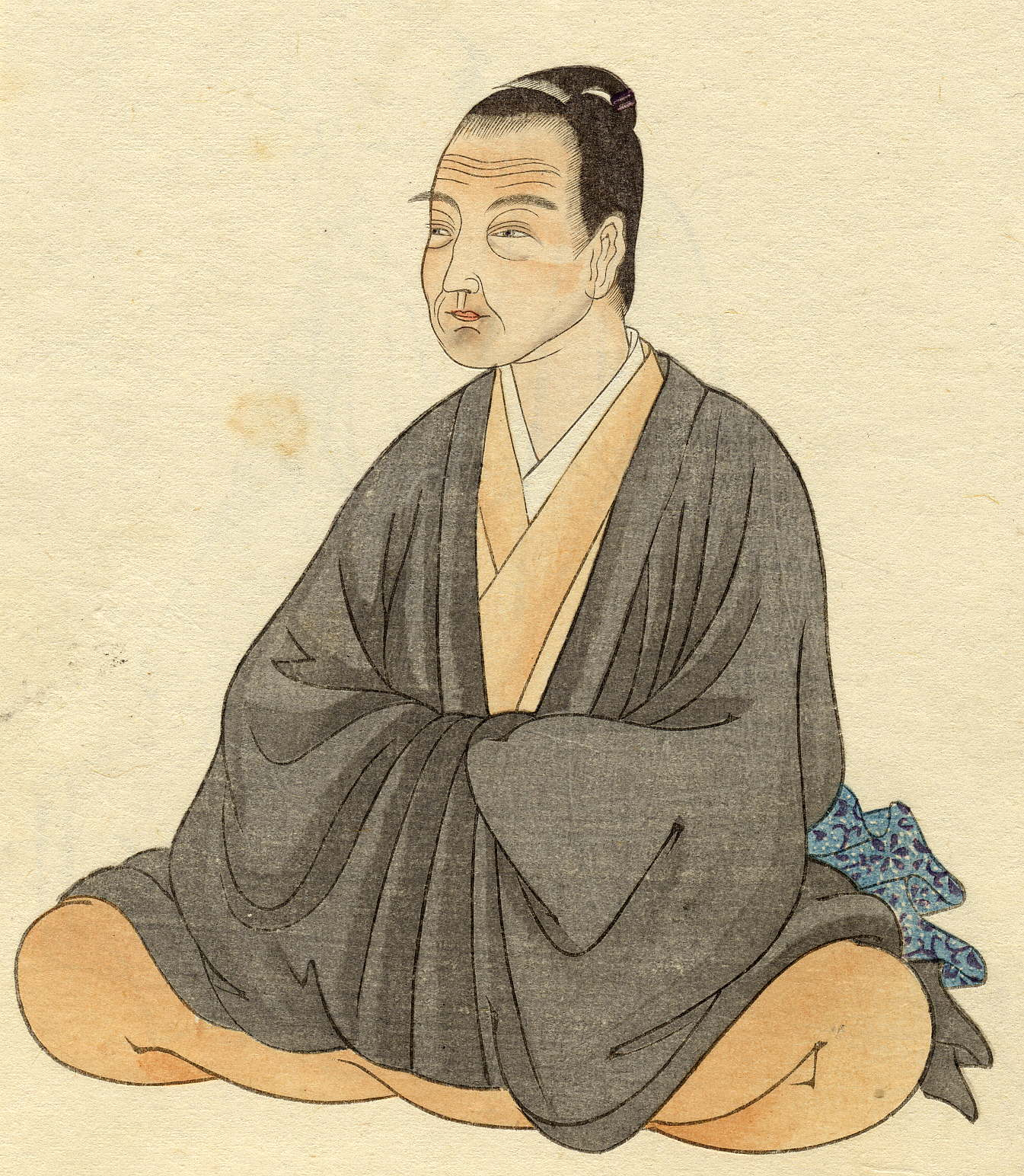
宣長の立脚点は常に日本であり、「漢意」もまた日本人の問題として論じられている。

「漢意」の定義については、『宇比山踏』（寛政11年）や『玉勝間』（文化9年）に詳しく述べられているように、「理屈によって中華思想を正当化したり、物事を虚飾によって飾りたて、あるいは不都合なことを糊塗したりする、はからいの多い態度」を指す。宣長が定義した「漢意」は、単に漢学・儒学に基づく思考様式のみならず、無意識に使用している「善悪是非」や「当然之理」などの漢籍流の発想をも含むものであり、いわば宣長にとって「学問」や「道」という体系を支える主要概念であったと考えられ、この概念を使用することで宣長の論理は洗練された鋭い切れ味を見せることになったのである。

## 生成と源流
宣長は『源氏物語』や和歌の研究を通して、「人間のあるがままの感情を、善悪の倫理的な判断に及ぶことなく、そのままに肯定することが文学、ひいては人間のあるべき姿である」と考えるに至った。これは当時の社会にあっては、文学を幕府から開放する極めて先鋭な文学意識であったが、宝暦13年（1763年）に集中的に使用されたのみで、その後は宣長の著述から姿を消した。
それに対して「漢意」は、明和年間から寛政年間に至るまで、ほぼ途絶えることなく使用され続けた。「漢意」は『古事記伝』の総論「直毘霊」を推敲する段階で徐々に形を整えて来たとされる。また、賀茂真淵が宣長に宛てた書状（明和6年正月27日付）に「から意」が出てくることから、明和年間において「漢意」は両人に共有される用語であったことが窺える。当初の用法としては、古代日本（とりわけ神代）を当代の常識で類推して裁断することの愚昧さを指すことが圧倒的に多く、いわば「己が智もておしはかりごと」をすることであったが、安永・天明年間の思想的論争を契機に、「漢意」は普遍的意味を持つ概念へと変質していったという。「漢意」は成立時から不変の意味を持つものではなく、宣長の国学思想の確立と共に形成されていき、その思想体系の中核を構成する概念となったのである。

## 受容と展開
宣長の「漢意論」は精神的・文化的側面を論じたものとされる一方で、宣長独自の文献批判に基づく外交史『馭戒慨言』においては、文化面だけでなく政治・外交面においても、日本人として自立した価値観を持つことを訴えており、書名にある「馭戎（じょぎゅう）」すなわち「西戎を制馭する」という概念は、宣長以前には見られないため、宣長による造語である可能性があるという。しかし、宣長の没後に欧米の異国船来航が始まって以降、外交関係が変化するに伴って、同書は「現実の外交を論じたもの」として拡大解釈されるようになっていく。幕末期には平田派の国学者らにより「宣長の代表作」に挙げられ、例えば大国隆正は『馭戎問答』、平田延胤は『馭戎論』を著している。吉田松陰が横井小楠に宛てた書状（嘉永6年11月26日付）にも「馭戎の事」と出てくる。当時の情勢と彼らの立場を考慮すれば、この場合の「馭戎」は「攘夷の別称」であったと考えられるが、時代が昭和に入ると「大東亜共栄圏に臨むにあたって必読すべき書」として政治利用され、「馭戎」は「侵略の別称」ともなった。